# Чешће
Чешће су насељено мјесто у општини Хаџићи, Босна и Херцеговина.

## Становништво
|         | 2013.       | 1991.        | 1981.        | 1971.        |
| Укупно  | 73 (100,0%) | 154 (100,0%) | 146 (100,0%) | 134 (100,0%) |
| Бошњаци | 72 (98,63%) | 25 (16,23%)1 | 23 (15,75%)1 | –            |
| Срби    | 1 (1,370%)  | 129 (83,77%) | 123 (84,25%) | 134 (100,0%) |

1. 1 На пописима од 1971. до 1991. Бошњаци су пописивани углавном као Муслимани.